# Vining (Kansas)
Vining è una città degli Stati Uniti d'America della contea di Washington nello Stato del Kansas.